# Herculano Amorim Ferreira
Herculano Amorim Ferreira (Lagoa (Açores), 22 de outubro de 1895 — Estoril, 18 de maio de 1974) foi um físico português.
Foi professor catedrático de física da Faculdade de Ciências da Universidade de Lisboa, meteorologista e político que, ente outras funções, foi o primeiro director do Serviço Meteorológico Nacional português. Foi sócio da Academia das Ciências de Lisboa e sócio correspondente da Academia Brasileira de Letras.

## Biografia
Amorim Ferreira nasceu na vila da Lagoa da ilha de São Miguel, filho de João Baptista Ferreira e de Maria Isabel Amorim. Fez estudos preparatórios em Ponta Delgada, ingressando na Escola do Exército, na qual concluiu o curso de engenharia militar (1916), tendo participado como oficial de engenharia no Corpo Expedicionário Português que entrou em combate na Primeira Guerra Mundial.
Depois da Guerra ingressou na Faculdade de Ciências da Universidade de Lisboa, na qual se doutorou em Ciências no ano de 1930.
Herculano Amorim Ferreira foi professor catedrático da Escola do Exército (1928-1937) e, após um curto estágio no Imperial College de Londres, rapidamente ocupou uma vaga de professor catedrático de física na Faculdade de Ciências da Universidade de Lisboa (1930-1965).
Em 1936 foi um dos fundadores do Núcleo de Matemática, Física e Química, tendo-se empenhado no sentido de se constituir em Portugal um grupo credível de investigadores na área das ciências exactas.
Em 1937 foi nomeado director do Instituto Geofísico da Universidade de Lisboa, cargo que ocupou até 1963. Nessas funções foi encarregado de estudar a reestruturação dos serviços portugueses de meteorologia e de geofísica, estudo que concluiu em 1946 e conduziu à criação do Serviço Meteorológico Nacional, instituição de que foi o primeiro director (1946-1965). Nestas funções foi um dos primeiros promotores da investigação climatológica em Portugal, área em que publicou diversos artigos.
Foi vice-presidente, em representação de Portugal, da Organização Meteorológica Mundial (1955-1959) e presidente da Comissão Portuguesa para o Decénio Hidrológico Internacional a partir de 1967.
Foi eleito sócio da Academia das Ciências de Lisboa em 1935, sendo nomeado presidente da Classe de Ciências em 1960 e presidente da Academia em 1963, 1965 e 1967. Foi sócio correspondente, desde 1969, da Academia Brasileira de Letras.
Activo no campo político, foi eleito deputado regionalista pelo Distrito de Ponta Delgada, no âmbito da Segunda Campanha Autonomista Açoriana, alinhando com a ala direita e nacionalista. Após o Golpe de 28 de Maio de 1926 esteve algum tempo arredado da política, mas acabou por aderir ao ideário do Estado Novo e foi deputado à Assembleia Nacional pela União Nacional (1942 a 1957) e Subsecretário de Estado da Educação Nacional (1944 a 1946). Em 1963 foi eleito procurador à Câmara Corporativa.
O seu nome é lembrado na toponímia de uma das ruas do Rosário da Lagoa, a sua freguesia natal.
Conhece-se colaboração sua na Revista Municipal (1939-1973).

## Condecorações
- Oficial da Ordem Militar de Avis de Portugal (5 de outubro de 1928)
- Grande-Oficial da Ordem Militar de Sant'Iago da Espada de Portugal (28 de maio de 1945)
- Comendador da Ordem do Império Britânico do Reino Unido (25 de junho de 1960)
- Grã-Cruz da Ordem do Mérito Civil de Espanha (18 de junho de 1964)
- Grã-Cruz da Ordem do Infante D. Henrique de Portugal (30 de junho de 1971)[5][6]